# استان چونگچونگ
استان چونگچونگ (به لاتین: Chungcheong Province) یکی از هشت استان کره در پادشاهی چوسان بود.